# Hisayuki Okawa
Hisayuki Okawa (大川 久之,Ōkawa Hisayuki; 27 augustus 1971) is een Japanse langeafstandsloper, die gespecialiseerd is in de marathon. In Nederland geniet hij met name bekendheid vanwege zijn overwinning op de marathon van Amsterdam.
Zijn eerste succes boekte Okawa in 1995 met het winnen van de 5000 m bij de Japanse kampioenschappen. Op 24 september 1995 maakte hij zijn debuut op de klassieke afstand bij de marathon van Amsterdam. Na 35 kilometer lieten de hazen het afweten en voerde hij het tempo op. Hij kwam als eerste over de finish in een tijd van 2:13.59. Na afloop liet hij weten graag mee te willen doen aan de Olympische Spelen van Atlanta. Twee jaar later werd hij achtste op de marathon van Fukuoka in 2:12.40.

## Persoonlijke records
| Onderdeel | Prestatie | Datum            | Plaats   |
| --------- | --------- | ---------------- | -------- |
| 5000 m    | 13.36,84  | 2 augustus 2000  | Turku    |
| 10.000 m  | 28.26,26  | 28 november 2000 | Hachioji |
| marathon  | 2:12.40   | 7 december 1997  | Fukuoka  |

## Palmares

### 5000 m
- 1995:  Japanse kampioenschappen - 13.48,30

### 10 Eng. mijl
- 1997:  Himeji Castle - 48.11
- 2000:  Himeji Castle - 46.54

### 30 km
- 1994:  30 km van Kumamoto - 1:31.00
- 1995:  30 km van Ome - 1:30.49

### marathon
- 1995:  marathon van Amsterdam - 2:13.59
- 1997: 8e marathon van Fukuoka - 2:12.40